# Journal of Biopharmaceutical Statistics
Das Journal of Biopharmaceutical Statistics, abgekürzt J. Biopharm. Stat., ist eine wissenschaftliche Fachzeitschrift, die vom Taylor & Francis-Verlag veröffentlicht wird. Sie erscheint mit sechs Ausgaben im Jahr. Es werden Arbeiten veröffentlicht, die sich mit der Anwendung statistischer Methoden auf biopharmazeutische Fragestellungen beschäftigen.
Der Impact Factor lag im Jahr 2014 bei 0,587. Nach der Statistik des ISI Web of Knowledge wird das Journal mit diesem Impact Factor in der Kategorie Pharmakologie und Pharmazie an 234. Stelle von 254 Zeitschriften und in der Kategorie Statistik und Wahrscheinlichkeit an 92. Stelle von 122. Zeitschriften geführt.